# Georges Froin
Pour les articles homonymes, voir Froin.
Georges Froin est un médecin français, ancien interne des hôpitaux de Paris, né le 21 avril 1874 à Chateauneuf-sur-Charente et mort le 17 mai 1964.